# Liste der Kulturdenkmäler in Pirmasens-Kernstadt
In der Liste der Kulturdenkmäler in Pirmasens sind alle Kulturdenkmäler in der rheinland-pfälzischen Stadt Pirmasens aufgeführt. Grundlage ist die Denkmalliste des Landes Rheinland-Pfalz (Stand: 6. März 2023).

## Denkmalzonen
| Bezeichnung                                       | Lage | Baujahr                               | Beschreibung | Bild                           |
| ------------------------------------------------- | --- | ------------------------------------- | --- | ------------------------------ |
| Denkmalzone Alter Friedhof mit jüdischem Friedhof | Buchsweilerstraße und Friedhofstraße Lage                                                                                                 | 19. Jahrhundert                       | auf dem 1927 aufgelassenen Friedhof zahlreiche Grabdenkmäler des 19. Jahrhunderts; ehemalige Einsegnungshalle s. Buchsweiler Straße 15; am Ostrand des Friedhofs Kriegergedenkstätte 1870/71, Kriegerdenkmal 1914/18, Sarkophag, bezeichnet 1924, Gräberfeld des Zweiten Weltkriegs, modernes Denkmal für die drei Kriege 1870/71, 1914/18 und 1939/45; am Nordrand (Ottostraße) jüdische Abteilung: erhalten 17 Grabsteine aus dem ersten Drittel des 20. Jahrhunderts sowie ein Gedenkstein | weitere Bilder Fotos hochladen |
| Denkmalzone Bahnhofsviertel                       | Bahnhofstraße 39, 40, 41, 43 und 45, Poststraße 2, Schützenstraße 7–13 (ungerade Nummern), 16 und 18, Teichstraße 6, 8, 9, 11 und 13 Lage | 1880er Jahre                          | ab den 1880er Jahren infolge des Bahnhofsbaus entstandene Bebauung aus Wohn- und Geschäftshäusern und Postamt (Poststraße 2), überdurchschnittlich aufwändig gestaltete Fassaden, meist im Stil der Neurenaissance | weitere Bilder Fotos hochladen |
| Denkmalzone Jüdischer Friedhof                    | Zeppelinstraße und Gefällerweg Lage | 1813                                  | 1813 angelegt, 1876 geschlossen, 95 Grabsteine des 19. Jahrhunderts in stark hängigem Gelände | weitere Bilder Fotos hochladen |
| Denkmalzone Landauer Straße                       | Landauer Straße 46–56 (gerade Nummern) Lage                                                                                               | erstes Jahrzehnt des 20. Jahrhunderts | Zeile aus sieben größeren, zwei- bis dreigeschossigen Wohnhäusern, hinter kleinen, zum Teil original eingefriedeten Vorgärten, vielgestaltige historistische Putzfassaden, erstes Jahrzehnt des 20. Jahrhunderts | weitere Bilder Fotos hochladen |
| Denkmalzone Strobelallee                          | Strobelallee 96/98, 100/102, 104/106 Lage                                                                                                 | 1924                                  | Gruppe aus drei symmetrisch angeordneten Doppelwohnhäusern, teilweise Reformarchitektur mit expressionistischen Details, Putzbauten mit Walmdächern, wohl von 1924, Beamtenwohnhäuser | weitere Bilder Fotos hochladen |
| Denkmalzone Turnstraße                            | Turnstraße 31–39 (ungerade Nummern) Lage                                                                                                  | um 1900                               | Gruppe aus fünf kleineren Halbvillen, außer Nr. 31 jeweils zu zweien zusammengefasst; teils ein-, teils zweigeschossige Bauten mit verputzten oder verklinkerten Wandflächen und Sandsteingliederung in historisierenden Formen, um 1900; vor allen Häusern kleine Vorgärten mit originaler Einfriedung (Eisenzäune, Torpfeiler aus Sandstein) | weitere Bilder Fotos hochladen |
| Denkmalzone Zweibrücker Straße                    | Zweibrücker Straße 14–20 (gerade Nummern) Lage                                                                                            | um 1890                               | Gruppe aus vier dreigeschossigen Wohnhäusern der Zeit um 1890 mit zum Teil besonders aufwändigen Sandsteinfassaden im Stil der Neurenaissance | weitere Bilder Fotos hochladen |
| Denkmalzone Waldfriedhof mit jüdischem Friedhof   | östlich der Stadt im Dankelsbachtal Lage                                                                                                  | 1924                                  | 1924 eröffnet; in der Südwestecke jüdische Abteilung: 1927 eröffnet, 56 Grabsteine des 20. Jahrhunderts | weitere Bilder Fotos hochladen |

## Einzeldenkmäler
| Bezeichnung                            | Lage                                                                        | Baujahr                     | Beschreibung | Bild                           |
| -------------------------------------- | --------------------------------------------------------------------------- | --------------------------- | --- | ------------------------------ |
| Landwirtschaftsschule                  | Adam-Müller-Straße 69 Lage                                                  | 1929/30                     | ehemalige Landwirtschaftsschule; symmetrische drei- und viergeschossige Dreiflügelanlage, 1929/30 | weitere Bilder Fotos hochladen |
| Wohn- und Geschäftshaus                | Alleestraße 5 Lage                                                          | 1890                        | siebenachsiges Wohn- und Geschäftshaus, Mischformen aus Spätklassizismus und Neurenaissance, bezeichnet 1890 | weitere Bilder Fotos hochladen |
| Verwaltungs- und Schulgebäude          | Alleestraße 20 Lage                                                         | 1956                        | ehemalige Landeszentralbank, später Real- und Volkshochschule; viergeschossiger Kubus, Flachdach, 1956 | Fotos hochladen                |
| Schulgebäude                           | Alleestraße 22 Lage                                                         | 1906                        | ehemalige Höhere Schule für Mädchen, jetzt Realschule; Dreiflügelanlage, straßenseitig neuspätgotisch, 1906 | weitere Bilder Fotos hochladen |
| Evangelisch-methodistische Zionskirche | Alleestraße 23 Lage                                                         | 1898                        | Saalbau 1898, 1950 vereinfacht wiederhergestellt; zugehörig das rückwärtige Gemeindehaus | weitere Bilder Fotos hochladen |
| Schulgebäude                           | Alleestraße 24 Lage                                                         | nach 1900                   | ehemals angeblich Bankgebäude; stattlicher neubarocker Sandsteinbau, wohl kurz nach 1900 | Fotos hochladen                |
| Wohnhaus                               | Alte Häfnersgasse 8 Lage                                                    |                             | eingeschossiges Wohnhaus, verputzt und verschiefert | Fotos hochladen                |
| Streckbrücke                           | An der Streckbrücke Lage                                                    | 1927/28                     | Betonbau mit weitgespanntem Mittelbogen und filigran aufgeständerter Fahrbahn, 1927/28 errichtet durch die Wayss & Freytag AG nach Entwurf von Emil Mörsch und Paul Bonatz                                                                          | Fotos hochladen                |
| Skulptur                               | Bahnhofstraße Lage                                                          |                             | Löwengruppe; stark plastisches Relief zweier bayerischer Löwen | Fotos hochladen                |
| Fabrikgebäude                          | Bahnhofstraße 11 Lage                                                       | 1907–11                     | ehemalige Schuhfabrik L. Kopp; unregelmäßige Anlage aus fünf überwiegend dreigeschossigen Flügeln, 1907–11 | weitere Bilder Fotos hochladen |
| Bezirksamt Pirmasens                   | Bahnhofstraße 19 Lage                                                       | 1882/83                     | ehemaliges Königlich-bayerisches Bezirksamt Pirmasens, jetzt Verbandsgemeindeverwaltung Pirmasens-Land; dreigeschossiger barockisierender Mansarddachbau, errichtet 1882/83, Erweiterung 1913/14, Architekt Ludwig von Stempel                      | weitere Bilder Fotos hochladen |
| Arbeitsgericht                         | Bahnhofstraße 22 Lage                                                       | um 1880                     | ehemaliges Wohnhaus, heute Sitz der Auswärtigen Kammern des Arbeitsgerichts Kaiserslautern; villenartiger spätklassizistischer Bau, um 1880 | weitere Bilder Fotos hochladen |
| Gedenktafel                            | Bahnhofstraße, neben Nr. 22 Lage                                            |                             | eiserne Gedenktafel für die Opfer des Sturms auf das von Separatisten besetzte Bezirksamt am 12. Februar 1924 | Fotos hochladen                |
| Wohn- und Geschäftshaus                | Bahnhofstraße 39 Lage                                                       | 1886                        | stattlicher Mansarddachbau, Neurenaissance, bezeichnet 1886 | weitere Bilder Fotos hochladen |
| Wohnhaus                               | Bahnhofstraße 40 Lage                                                       |                             | späthistoristisches Wohnhaus | weitere Bilder Fotos hochladen |
| Stadtbauamt                            | Bahnhofstraße 41 Lage                                                       |                             | | weitere Bilder Fotos hochladen |
| Villen                                 | Bahnhofstraße 43/45 Lage                                                    | 1889                        | Unternehmervillen: stattliche Klinkerbauten, Neurenaissance, Nr. 45 bezeichnet 1889 | weitere Bilder Fotos hochladen |
| Stellwerk                              | Bahnhofstraße, bei Nr. 50 Lage                                              | 1930                        | Befehlsstellwerk II am Hauptbahnhof; zweigeschossiger Putzbau mit Holzverschalung und Walmdach, 1930; mechanische Stelltechnik | weitere Bilder Fotos hochladen |
| Wohnhaus                               | Bergstraße 3 Lage                                                           | Ende des 19. Jahrhunderts   | langgestrecktes spätklassizistisches Wohnhaus, Einzelformen historisierend, Ende des 19. Jahrhunderts | weitere Bilder Fotos hochladen |
| Saalbau-Gaststätte                     | Bitscher Straße 1 Lage                                                      | Ende des 19. Jahrhunderts   | zweieinhalbgeschossiges spätklassizistisches Wohnhaus sowie Gaststättenbau mit Festsaal, Ende des 19. Jahrhunderts | Fotos hochladen                |
| Wohnhaus                               | Blocksbergstraße 18 Lage                                                    | 19. Jahrhundert             | Fachwerkhaus, teilweise massiv, verputzt, 19. oder eventuell noch 18. Jahrhundert | weitere Bilder Fotos hochladen |
| Wohnhaus                               | Brunnengasse 11 Lage                                                        | Mitte des 19. Jahrhunderts  | eingeschossiger Putzbau, wohl um die Mitte des 19. Jahrhunderts, im Kern eventuell älter | Fotos hochladen                |
| Carolinensaal                          | Buchsweilerstraße 15 Lage                                                   | 1880                        | eingeschossige ehemalige Einsegnungshalle des Alten Friedhofs, mit Portikus, wohl von 1880 | weitere Bilder Fotos hochladen |
| Villa Kaiser                           | Buchsweilerstraße 38 Lage                                                   | um 1920                     | kubischer Zeltdachbau, Reformarchitektur, wohl um 1920 | weitere Bilder Fotos hochladen |
| Neues Rathaus                          | Exerzierplatzstraße 17 Lage                                                 | 1879                        | ehemalige Exerzierplatzschule; dreigeschossiger spätklassizistischer Putzbau, Seitenrisalite, bezeichnet 1879 | weitere Bilder Fotos hochladen |
| Wohnhaus                               | Friedhofstraße 44 Lage                                                      | um 1880/85                  | stattliches dreigeschossiges spätklassizistisches Wohnhaus, um 1880/85 | Fotos hochladen                |
| Rheinberger                            | Fröhnstraße 2 Lage                                                          | 1905/06                     | ehemalige Schuhfabrik; weitläufiger Komplex um mehrere Höfe, westliche Hälfte 1905/06; Verwaltungsbau (?) mit zwei zusätzlichen, gestuft zurückspringenden Geschossen, Einfluss der Moderne und der Reformarchitektur mit klassizierenden Elementen | weitere Bilder Fotos hochladen |
| Fabrikgebäude                          | Gärtnerstraße 29 Lage                                                       | 1922 ff.                    | ehemalige Behrens-Schuhleistenfabrik; klassizierender, turmartiger Baukörper, Attikageschoss, 1922 ff. | Fotos hochladen                |
| Wolffsche Villa                        | Gasstraße 8/10 Lage                                                         | Anfang des 20. Jahrhunderts | als stattliches Doppelhaus angelegter späthistoristischer Putzbau, Anfang des 20. Jahrhunderts | weitere Bilder Fotos hochladen |
| Ecksteinsau                            | Hauptstraße, Ecke Schloßstraße Lage                                         | frühes 20. Jahrhundert      | Treppenanlage mit barockisierenden Sandsteinbrüstungen, frühes 20. Jahrhundert | weitere Bilder Fotos hochladen |
| Bismarckdenkmal                        | Hauptstraße, Ecke Bahnhofstraße Lage                                        | 1912                        | Steinskulptur des Heiligen Georgs als Drachentöter, 1912 | weitere Bilder Fotos hochladen |
| Altes Rathaus                          | Hauptstraße 26 Lage                                                         | um 1770                     | stattlicher Mansarddachbau, um 1770, Werkmeister Rochus Pfeiffer, Tirol, wohl nach Plänen des Saarbrücker Baudirektors Friedrich Joachim Stengel | weitere Bilder Fotos hochladen |
| Skulpturen                             | Hauptstraße, vor Nr. 26 Lage                                                | Ende des 19. Jahrhunderts   | zwei Löwenskulpturen, Ende des 19. Jahrhunderts | weitere Bilder Fotos hochladen |
| Inschrifttafeln                        | Hauptstraße, an Nr. 35 Lage                                                 | 1739                        | Inschrifttafeln, Sandstein, bezeichnet 1739 und 1740 | Fotos hochladen                |
| Evangelisches Pfarramt                 | Hauptstraße 58 Lage                                                         | um 1760                     | ehemalige Garnisonsschule; Walmdachbau, Rotsandstein, um 1760 | weitere Bilder Fotos hochladen |
| Evangelische Lutherkirche              | Hauptstraße 60 Lage                                                         | 1757/58                     | Saalbau, 1757/58, Werkmeister Schweighofer, Zweibrücken, 1949 wiederhergestellt | weitere Bilder Fotos hochladen |
| Wohn- und Geschäftshaus                | Hauptstraße 95/97 Lage                                                      | Ende des 19. Jahrhunderts   | stattlicher dreigeschossiger Bau, Neurenaissance, Ende des 19. Jahrhunderts | weitere Bilder Fotos hochladen |
| Giebel                                 | Hauptstraße, an Nr. 102 Lage                                                | 1780                        | Dreiecksgiebel des ehemaligen landgräflichen Offizierskasinos; Emblem Ludwigs IX., bezeichnet 1780 | Fotos hochladen                |
| Pfeileraufsätze                        | Hauptstraße, Ecke Sandstraße Lage                                           | 1763                        | Aufsätze der beiden ehemaligen südlichen Stadttorpfeiler | weitere Bilder Fotos hochladen |
| Pfeileraufsätze                        | Hauptstraße, Ecke Schloßstraße Lage                                         | 1763                        | Aufsätze der beiden ehemaligen nördlichen Stadttorpfeiler | weitere Bilder Fotos hochladen |
| Horebschule                            | Herzogstraße 41 Lage                                                        | 1904/05                     | dreigeschossiger Putzbau, Mischformen aus Neuspätgotik und Neufrührenaissance, 1904/05; Turnhalle; Jugendstil-Stützmauer, eventuell etwas jünger | weitere Bilder Fotos hochladen |
| Fabrikgebäude                          | Hügelstraße 7 Lage                                                          | um 1925                     | ehemalige Schuhfabrik Christian Ohr; drei- und viergeschossige Zweiflügelanlage, Einfluss der Moderne, wohl um 1925 | weitere Bilder Fotos hochladen |
| Fresken                                | Husterhöhstraße, in Nr. 25 Lage                                             | 1921                        | Freskenzyklus von August Croissant in der Turnhalle der Husterhöhschule, 1921 | BW                             |
| Grenadierhäuschen                      | Kaffeegasse 12 Lage                                                         | 1758                        | kleiner eingeschossiger Massivbau, 1758 unter Ludwig IX. von Hessen-Darmstadt errichtet | weitere Bilder Fotos hochladen |
| Villa                                  | Kaiserstraße 8 Lage                                                         | um 1900                     | eingeschossige Backsteinvilla mit reicher neubarocker Sandsteinornamentik, um 1900 | Fotos hochladen                |
| Wohnhaus                               | Kaiserstraße 39 Lage                                                        | um 1900                     | Klinkerbau, Neurenaissance, um 1900 | weitere Bilder Fotos hochladen |
| Fabrikgebäude                          | Kaiserstraße 53 Lage                                                        | um 1900                     | Unternehmervilla der ehemaligen Schuhwaren-Fabrik H. & A. Kraft, stattlicher historisierender Mansarddachbau, um 1900 | weitere Bilder Fotos hochladen |
| Kriegerdenkmal                         | Kanzelstraße, auf dem Friedhof Lage                                         | 1922                        | Kriegerdenkmal 1. Weltkrieg, 1922 | weitere Bilder Fotos hochladen |
| Evangelische Friedenskirche            | Kirchstraße 2 Lage                                                          | um 1950                     | vierachsiger Saalbau, in der Eingangsfassade großes Kreisfeld mit Reliefdarstellungen, wohl um 1950 | weitere Bilder Fotos hochladen |
| Katholische Pfarrkirche St. Pirminius  | Klosterstraße 2 Lage                                                        | 1897–1900                   | neugotische Backsteinbasilika, 1897–1900, Architekt Wilhelm Schulte I., Neustadt an der Weinstraße, moderner Wiederaufbau durch Wilhelm Schulte II.                                                                                                 | weitere Bilder Fotos hochladen |
| Wohnhaus                               | Kreuzgasse 4 Lage                                                           | 1904                        | Wohnhaus, Typ der Reihenvilla, Mischformen Historismus/Renaissance, bezeichnet 1904 | weitere Bilder Fotos hochladen |
| Haustür                                | Landauer Straße, an Nr. 10 Lage                                             | um 1890                     | Haustür, um 1890 | Fotos hochladen                |
| Villa                                  | Landauer Straße 30 Lage                                                     | 1897                        | Halbvilla; stattlicher neubarocker Mansarddachbau, Sandstein, bezeichnet 1897 | weitere Bilder Fotos hochladen |
| Wohnhaus                               | Landauer Straße 32 Lage                                                     | 1909                        | Eckwohnhaus, Putzbau mit neubarocken Foren, 1909 | Fotos hochladen                |
| Wohnhaus mit Gaststätte                | Landauer Straße 41 Lage                                                     | um 1890                     | stattlicher dreigeschossiger, spätklassizistischer Bau, Neurenaissance, um 1890 | weitere Bilder Fotos hochladen |
| Wohnhaus                               | Landauer Straße 50a Lage                                                    | um 1910                     | dreigeschossiger späthistoristischer Mansarddachbau, dreigeschossiger Standerker, Reformarchitektureinflüsse, um 1910 | Fotos hochladen                |
| Villa                                  | Landauer Straße 63 Lage                                                     | Anfang des 20. Jahrhunderts | kleine späthistoristische Villa, betont asymmetrisch, Anfang des 20. Jahrhunderts | weitere Bilder Fotos hochladen |
| Wegweiser                              | Lemberger Straße, Ecke Volksgartenstraße Lage                               | 1771                        | Obelisk, Sandstein, 1771 | Fotos hochladen                |
| Stadtbad                               | Lemberger Straße 41 Lage                                                    | 1926–1934                   | Bau der frühen Moderne, 1926–1934, Oberbaurat August Härter; Freskenzyklus von Hermann Croissant, 1934 | weitere Bilder Fotos hochladen |
| Villa Sertel                           | Lemberger Straße 45 Lage                                                    | um 1920/30                  | stattlicher Walmdachbau, klassizisierende Reformarchitektur, um 1920/30, bauzeitliche Treppenhausverglasung | weitere Bilder Fotos hochladen |
| Villa                                  | Lemberger Straße 226 Lage                                                   | um 1905                     | kleine, hochgesockelte Putzvilla mit Sandsteingliederung, um 1905 | Fotos hochladen                |
| Ruhbank                                | Lemberger Straße, Ecke Beckenhofer Straße Lage                              | 1948                        | 1948 nach Vorbild der vor 1811 verschwundenen Bank | weitere Bilder Fotos hochladen |
| Wittelsbachschule                      | Maler-Bürkel-Straße 24 Lage                                                 | 1910                        | dreigeschossiger Mansarddachbau, kurze Querflügel, Reformarchitektur, 1910 | weitere Bilder Fotos hochladen |
| Nagelschmiedsbergschule                | Nagelschmiedsbergtreppe 8 Lage                                              | nach 1950                   | langgestreckter, drei- bis viergeschossiger Flachdachbau, laubenartige Vorhalle mit figürlichem Mosaik, nach 1950 | weitere Bilder Fotos hochladen |
| Neuffer am Park                        | Neufferstraße 57 Lage                                                       | Ende des 19. Jahrhunderts   | ehemalige Schuhfabrik Emil Paqués, später Emil Neuffer; mehrflüglige Anlage aus dreigeschossigen Bauten um zwei Höfe, wohl vom Ende des 19. Jahrhunderts, Erweiterung um 1920/30, Reformarchitektur, im Mittelrisalit Einzelformen des Louis-Seize  | weitere Bilder Fotos hochladen |
| Altersheim                             | Pettenkoferstraße 10 Lage                                                   | gegen 1914                  | ehemaliges Krankenhaus; dreigeschossiger Dreiflügelbau, Reformarchitektur, gegen 1914 | weitere Bilder Fotos hochladen |
| Alte Post                              | Poststraße 2 Lage                                                           | 1893                        | ehemaliges Königlich-bayerisches Postamt; repräsentativer Neurenaissancebau, 1893, Architekt Ludwig von Stempel; 2013 nach Umbau Nutzung als Forum Alte Post                                                                                        | weitere Bilder Fotos hochladen |
| Haus des Handwerks                     | Ringstraße 78 Lage                                                          | 1935/36                     | fünfgeschossiger Bau, expressionistische Anklänge, figürliche Holzreliefs, bezeichnet 1935/36 | weitere Bilder Fotos hochladen |
| Wasserturm                             | Rodalber Straße, Ecke Am Wasserturm Lage                                    | 1899                        | Wasserturm, Beton, 1899 (oder 1907?) | weitere Bilder Fotos hochladen |
| Wohnhaus                               | Sandstraße 9 Lage                                                           | Anfang des 20. Jahrhunderts | Wohnhaus, Anfang des 20. Jahrhunderts | weitere Bilder Fotos hochladen |
| Villa Rheinberger                      | Schachenstraße 21 Lage                                                      | um 1900                     | bis 1915 Villa Fahr; stattlicher eingeschossiger neubarocker Mansarddachbau, um 1900 | weitere Bilder Fotos hochladen |
| Fabrikgebäude                          | Schillerstraße 4/4a Lage                                                    | Ende des 19. Jahrhunderts   | ehemalige Schuhfabrik (?): dreigeschossiger spätklassizistischer Bau, Ende des 19. Jahrhunderts; Wohnhaus: Mansarddachbau, barockisierende Reformarchitektur, bezeichnet (190)5                                                                     | weitere Bilder Fotos hochladen |
| Wohn- und Geschäftshaus                | Schloßstraße 20 Lage                                                        | um 1880                     | spätklassizistisches Wohn- und Geschäftshaus, um oder nach 1880 | Fotos hochladen                |
| Evangelische Johanneskirche            | Schloßstraße 37 Lage                                                        | 1750–1758                   | Saalbau, 1750–1758, gegen Ende des 19. Jahrhunderts mit Chor erweitert, 1953 wiederhergestellt und verlängert | weitere Bilder Fotos hochladen |
| Bankgebäude                            | Schloßstraße 39 Lage                                                        | 1912/13                     | ehemalige bayerische Staatsbank; Gelbsandsteinbau, Reformarchitektur in stark vom Louis-Seize-Stil geprägten Spätbarockformen, 1912/13 | weitere Bilder Fotos hochladen |
| Wohnhaus                               | Schützenstraße 7 Lage                                                       |                             | Wohnhaus | weitere Bilder Fotos hochladen |
| Wohnhaus                               | Schützenstraße 9 Lage                                                       |                             | Wohnhaus | weitere Bilder Fotos hochladen |
| Wohnhaus                               | Schützenstraße 11 Lage                                                      | 1906                        | Wohnhaus, Neubarock, bezeichnet 1906 | weitere Bilder Fotos hochladen |
| Wohn- und Geschäftshaus                | Schützenstraße 13 Lage                                                      | 1907                        | dreigeschossiges Wohn- und Geschäftshaus, Sandstein und weiß glasierte Klinkerverkleidung, Neurenaissance, 1907 | weitere Bilder Fotos hochladen |
| Hauptpost                              | Schützenstraße 14 Lage                                                      | 1926 ff.                    | Hauptpost, 1926 ff.; sechsgeschossiger Flachdachbau, niedriger Zwischenbau, dreigeschossiger Walmdachtrakt, Architekt Heinrich Müller | weitere Bilder Fotos hochladen |
| Wohnhaus                               | Schützenstraße 16 Lage                                                      | 1888                        | stattlicher Mansarddachbau, Neurenaissance, bezeichnet 1888 | Fotos hochladen                |
| Villa Rheinberger                      | Strobelallee 1 Lage                                                         | nach 1918                   | großer eingeschossiger Mansarddachbau, barockisierende Reformarchitektur, wohl kurz nach 1918; zugehörig großer Park mit kleinerem Wohnhaus | Fotos hochladen                |
| Kriegerdenkmal                         | Strobelallee, zwischen Nr. 58 und 60 Lage                                   |                             | Kriegerdenkmal 1914/18 | weitere Bilder Fotos hochladen |
| Wohnhaus                               | Teichstraße 8 Lage                                                          | um 1890                     | spätklassizistischer Sandstein- und Klinkerbau, Neurenaissance-Motive, um 1890 | Fotos hochladen                |
| Wohnhaus                               | Teichstraße 9 Lage                                                          | Ende des 19. Jahrhunderts   | dreigeschossiger Mansarddachbau, Neurenaissance, Ende des 19. Jahrhunderts | weitere Bilder Fotos hochladen |
| Wohnhaus                               | Teichstraße 13 Lage                                                         | 1891                        | viergeschossiges Wohnhaus, Neurenaissance, bezeichnet 1891 | weitere Bilder Fotos hochladen |
| Villa                                  | Turnstraße 28 Lage                                                          | Anfang des 20. Jahrhunderts | stattliche Mansarddach-Villa, neubarocke Klinkerfassade, Anfang des 20. Jahrhunderts | Fotos hochladen                |
| Villa                                  | Turnstraße 33 Lage                                                          | um 1900                     | historisierende Mansarddach-Halbvilla, Freigespärre, um 1900 | weitere Bilder Fotos hochladen |
| Katholische Pfarrkirche St. Anton      | Uhlandstraße 6 Lage                                                         | 1923–28                     | romanisierende dreischiffige Basilika, 1923–28, Architekten Michael Kurz und Josef Uhl, 1949 wiederhergestellt | weitere Bilder Fotos hochladen |
| Wohnhaus                               | Volksgartenstraße 23 Lage                                                   | 1913                        | stattliches Wohnhaus, Jugendstileinfluss, bezeichnet 1913, bauzeitliche Treppenhausverglasung | weitere Bilder Fotos hochladen |
| Haus der Diakonie                      | Waisenhausstraße 5 Lage                                                     | 1904                        | ehemaliges protestantisches Waisenhaus; langgestreckter Bau, kurze Querflügel, Mischformen aus Neuspätgotik und Neurenaissance, 1904; bis 1972 „Grundschule Waisenhausschule“/„Grundschule West“, danach Waldorfkindergarten; 1994–1996 renoviert   | weitere Bilder Fotos hochladen |
| Matzenbergschule                       | Winzler Straße 36–40 Lage                                                   | 1886/87                     | stattlicher dreigeschossiger Putzbau, Neurenaissance, 1886/87 | weitere Bilder Fotos hochladen |
| Wegweiser                              | Zweibrücker Straße, Ecke Hügelstraße Lage                                   | 1771                        | Obelisk, Sandstein, 1771 | weitere Bilder Fotos hochladen |
| Wohnhaus                               | Zweibrücker Straße 36 Lage                                                  | Ende des 19. Jahrhunderts   | barockisierender Mansarddachbau, Ende des 19. Jahrhunderts | weitere Bilder Fotos hochladen |
| Forsthaus Lambsbacher Hof              | östlich der Stadt nahe der B 10 Lage                                        | 19. Jahrhundert             | eingeschossiges Unterstallhaus, 19. Jahrhundert | Fotos hochladen                |
| Menhir                                 | südlich des Stadtviertels Ruhbank in Verlängerung der Alten Landstraße Lage |                             | Menhir | Fotos hochladen                |

## Ehemalige Kulturdenkmäler
| Bezeichnung   | Lage                           | Baujahr | Beschreibung | Bild                           |
| ------------- | ------------------------------ | ------- | --- | ------------------------------ |
| Nebengebäude  | Bahnhofstraße, bei Nr. 19 Lage |         | eingeschossiges Nebengebäude des früheren Bezirksamts, seit dem 26. April 2017 nicht mehr in Denkmalliste aufgeführt, war vorher bereits nicht mehr existent           | BW                             |
| Hotel         | Bahnhofstraße 47 Lage          | um 1910 | ehemaliges Hotel Matheis; stattlicher viergeschossiger Bau, klassizierende Reformarchitektur, teilweise Jugendstildekor, um 1910; 2014 wegen Baufälligkeit abgebrochen | weitere Bilder Fotos hochladen |
| Tunnelportale | nördlich der Stadt Lage        |         | Portale des Alten und des Neuen Fehrbacher Tunnels; in Denkmalliste vom 4. Mai 2020 nicht mehr gelistet, Grund unbekannt                                               | Fotos hochladen                |